# Todd Kane
Todd Kane (* 17. September 1993 in Huntingdon) ist ein englischer Fußballspieler auf der Position des rechten Verteidigers, der seit 2021 bei Coventry City unter Vertrag steht.

## Karriere

### FC Chelsea sowie diverse Leihstationen
2012 wurde Todd Kane für sechs Wochen (bis Januar 2013) an Preston North End in die 3. Englische Profi-Liga ausgeliehen. Sein Profi-Debüt machte er am 24. November 2016 beim 2:0-Sieg gegen Leyton Orient. Er spielte insgesamt fünf Spiele für Preston North End. Am 9. Januar 2013 wurde er für einen Monat an die Blackburn Rovers verliehen. Mitte März wurde der Vertrag um einen weiteren Monat verlängert. Letztendlich spielte er bis zum Ende der Saison 2012/13 in Blackburn.
Am 25. April 2013 unterschrieb er beim FC Chelsea einen Vertrag bis 2016 und wurde am 25. Juni 2013 für die ganze Saison erneut an die Blackburn Rovers ausgeliehen. Am 14. November 2014 lieh sich Bristol City Todd Kane für zwei Monate (bis zum 18. Januar 2015) aus. Bereits am 15. November wurde er beim Spiel gegen Swindon Town für Scott Wagstaff in der 75. Minute eingewechselt, dieses Match verlor Bristol City mit 1:0. Am 7. Dezember 2015 startete er zum ersten Mal für Bristol City im Match gegen AFC Telford United in der zweiten Runde des FA Cup. Er spielte das ganze Match und Bristol gewann mit 1:0. Nach seiner Leihe an Bristol City wurde Todd Kane bis zum Ende der Saison 2014/15 an Nottingham Forest in die zweite englische Profi-Liga ausgeliehen. Er debütierte am 10. Januar 2015 für Nottingham Forest bei der 2:0-Niederlage gegen Sheffield Wednesday. Nach seinem Debüt bestritt er noch sieben weitere Ligaspiele für Forest.
Anfang August 2015 wurde Todd Kane für eine Saison an den niederländischen Verein NEC Nijmegen ausgeliehen. Am 12. August wurde er beim Match gegen Excelsior Rotterdam eingewechselt. Das Match endete 1:0 für Nijmegen. Am 23. August gab Todd Kane sein Startelfdebüt gegen Ajax Amsterdam, welches NEC mit 2:0 verlor. Sein erstes und einziges Tor dieser Saison schoss Todd Kane bei der 3:1-Niederlage gegen FC Utrecht am 10. April 2016. Seine Saison endete frühzeitig, nachdem er sich am 20. April im Spiel gegen PEC Zwolle das vordere Kreuzband riss und er für etwa ein halbes Jahr nicht am Spielbetrieb teilnehmen konnte. Seine Leihe endete am 30. Juni 2016 und er kehrte nach London zurück. Es folgten weitere Leihstationen beim niederländischen Erstligisten FC Groningen sowie den englischen Vereinen Oxford United und Hull City.

### Queens Park Rangers und Coventry City
Nachdem er eine Vertragsverlängerung beim FC Chelsea abgelehnt hatte, wechselte der 25-Jährige Ende Juli 2019 ablösefrei zum Zweitligisten Queens Park Rangers. Dort absolvierte er 60 Ligapartien innerhalb von zwei Jahren, machte jedoch auch negativ von sich reden, nachdem er sich rassistisch gegenüber Sergi Canós vom FC Brentford geäußert hatte und im Nachgang für sieben Spiele gesperrt worden war.
Ende August 2021 wechselte Kane per Zweijahresvertrag zum Ligakonkurrenten Coventry City.

### Nationalmannschaft
Sein internationales Debüt für die englische U-19-Auswahl hatte er im Oktober 2011 bei einem Freundschaftsturnier im französischen Limoges.